# NGC 868
NGC 868 (другие обозначения — UGC 1748, ZWG 387.63, PGC 8659) — линзовидная галактика в созвездии Кит.
Этот объект входит в число перечисленных в оригинальной редакции «Нового общего каталога».
Льюис Свифт обнаружил объект в ту же ночь, что и NGC 859 и NGC 866, которые оказались теми же галактиками, что и NGC 856 и NGC 863 из-за плохого измерения координат. Определённые им координаты для NGC 868 тоже могли быть ошибкой, однако они, как и описание объекта, точно идентифицируют его с PGC 8659, поэтому никогда не было сомнений в том, что это отдельный объект в каталоге Свифта.
Возможно, галактика имеет «полярное кольцо».
Объект причисляют к галактикам низкой поверхностной яркости, которые обычно являются карликовыми.